# ヘキソキナーゼ

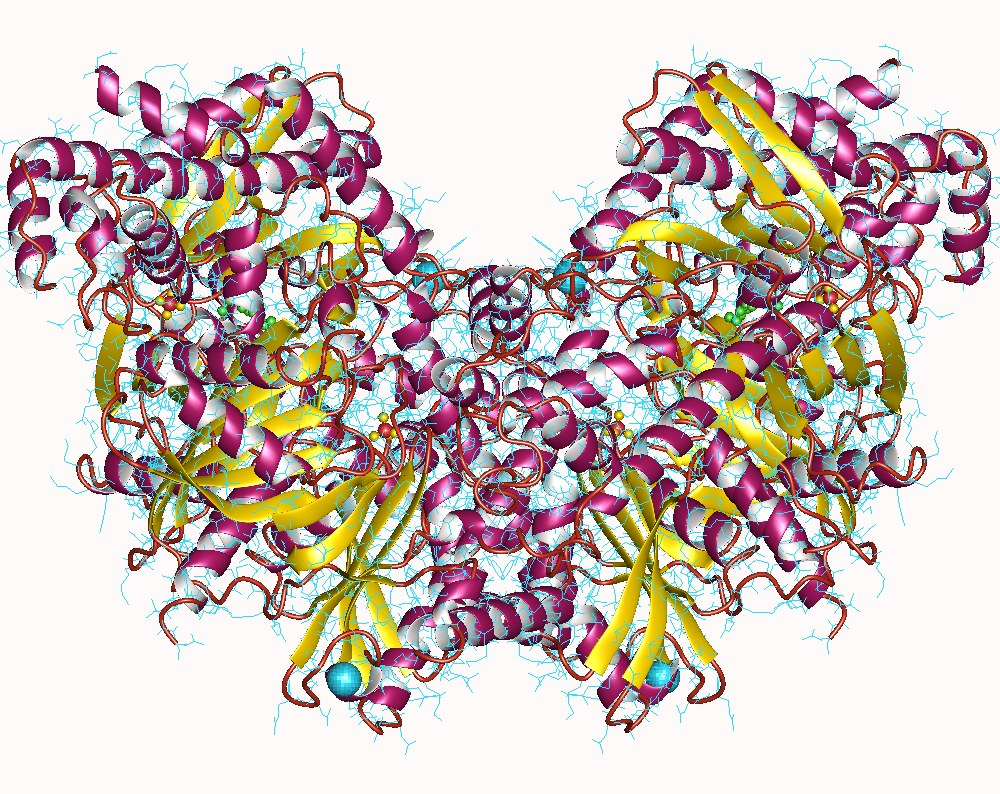
Hexokinase I, dimer, Human.

ヘキソキナーゼ（hexokinase）は、D-グルコース、D-マンノース、D-フルクトースなどのヘキソースをリン酸化するキナーゼの一種である。ヘキソキナーゼはATPの末端のリン酸基を一般のヘキソースのヒドロキシル基に転移させる。ヘキソキナーゼはすべての生物のすべての細胞に存在する。その働きは解糖系などの細胞質での化学反応に関わる。構造は、酵母のヘキソキナーゼの場合、分子量10,200、残基数972、ポリペプチド鎖の数は2。反応速度の性質は、脳のヘキソキナーゼの場合、基質がATP、D-グルコース、D-フルクトースのとき、Km＝0.4、0.05、1.5である。
EC番号:2.7.1.1

## 酵素反応
Hexose-CH2OH + MgATP2−
 → Hexose-CH2O-PO2−
3 + MgADP−
 + H+
{\displaystyle {\ce {Hexose-CH2OH {}+ MgATP^{2-}\ }}}{\displaystyle \rightarrow }{\displaystyle {\ce {\  Hexose-CH2O^-PO3^{2-}\  {}+ MgADP^- {}+ H^+}}}
| D-グルコース | ヘキソキナーゼ | ヘキソキナーゼ | α-D-グルコース-6-リン酸 |
|              |                |                |                         |
| ATP          | ADP            |                |                         |
|              |                |                |                         |
|              |                |                |                         |
|              |                |                |                         |
|              |                |                |                         |

ほかの多くのキナーゼと同様にヘキソキナーゼはその活性にMg2+を必要とする。それは、この酵素の基質のひとつは、ATP4−とMg2+が配位結合した[MgATP]2−だからである。多くの文献ではそれを省略して、ヘキソキナーゼの基質をATPと表記している。
ヘキソキナーゼのグルコースへの活性の場合、Mg2+はグルコースがATPのリン原子への求核攻撃を促進する役割を担う。ヒドロキシル基もリン酸基も負電荷を帯びているため、本来は反発しあう。Mg2+の配位結合がリン酸基の負電荷を抑えることで、リン原子が求核攻撃を受けやすくしている。
ATPとグルコースの反応の触媒において、ヘキソキナーゼはコンホメーションの変化によってそれを実現している。ヘキソキナーゼはグルコースと結合すると、グルコースを包み込むようにその形を大きく変える。ATPと結合するとさらに変化が起こり、ヘキソキナーゼの2つのドメインが約8Å接近するように動く。この動きにより、ヘキソキナーゼに結合している2つの基質も接近し、また、細胞質基質の水分子の接近を断つ。この遮断がなければ、ATPは水分子から攻撃を受けて、グルコースと反応する前に加水分解してしまう。

## アイソザイム
哺乳類において、ヘキソキナーゼには4つのアイソザイム（ヘキソキナーゼI、II、III、IV）が存在する。特に、ヘキソキナーゼIV（グルコキナーゼ）と他のアイソザイムは、グルコース-6-リン酸に対する応答が異なる。この違いは、反応速度や調節の性質の違いによく反映される。

### ヘキソキナーゼI
筋肉において、ヘキソキナーゼIIとともにグルコース-6-リン酸を生産している酵素。

### ヘキソキナーゼII
ヘキソキナーゼIと同様に、筋肉においてグルコース-6-リン酸を生産している酵素。インスリンにより、ヘキソキナーゼIV等の代謝に関連する酵素とともにその発現は調整されている。具体的には、インスリンはヘキソキナーゼIIの転写を促進する効果を持つ。この効果は、例えば、食事を摂り過剰のグルコースを取り込んだときに働く。グルコース濃度の上昇はインスリンの分泌を促し、解糖を介したグルコースの燃焼を促す。
通常、ヘキソキナーゼIIはその最大あるいはそれに近い酵素反応速度で働いている。なぜなら、血中（グルコース濃度は約4～5 mM）から筋細胞に取り込まれたグルコースは、細胞中のヘキソキナーゼIIを飽和するのに十分な濃度をもたらすためである。ヘキソキナーゼIIはグルコースとの親和性が強く、その1／2飽和濃度は約0.1 mMと低い。
ヘキソキナーゼIIはIと同様にその生成物であるグルコース-6-リン酸からアロステリック阻害を受ける。すなわち、細胞内のグルコース-6-リン酸の濃度が正常よりも高くなると、一時的にその生産が抑えられる。これは、ヘキソキナーゼIIの酵素反応を定常状態に復帰させ、グルコース-6-リン酸の生成速度と利用速度のバランスを保つ。

### ヘキソキナーゼIV
肝臓においてグルコース-6-リン酸を生産している酵素。グルコキナーゼとも呼ばれる。ヘキソキナーゼII等と同様に、その発現はインスリンにより調整されている。
他のアイソザイムと3つの点で大きく異なる。第一に、ヘキソキナーゼIVが半分飽和するには、通常の血中のグルコースの濃度よりも高い約10 mMの濃度が必要である。この値は、他のどのアイソザイムよりも大きい。第二に、ヘキソキナーゼIVの酵素阻害剤には肝臓に特異的に存在するタンパク質が存在すること。第三に、ヘキソキナーゼIVはグルコース-6-リン酸による阻害を受けないことである。
これはそれぞれが働く器官、すなわち筋肉と肝臓の糖質代謝における役割の違いを反映している。筋肉は、エネルギー生産のためにグルコースを消費する。対して、肝臓は、ホメオスタシスを維持するために、グルコースの血中の濃度に応じてグルコースの除去や産生を行う。